# Dave Foster
Dave Foster es conocido por haber sido el segundo baterista de la banda de grunge Nirvana, tocando aproximadamente en unos 9 conciertos como baterista del grupo. Salió de la banda principalmente por no asistir regularmente a los ensayos de la banda. Foster vivía lejos de donde residían los dos principales integrantes de la banda, Kurt Cobain y el bajista Krist Novoselic, en Aberdeen (Washington), por lo se hacía difícil tener que ir a recogerlo para llevarlo al lugar de ensayo en la ciudad de Tacoma, hecho que, según Cobain, complicaba las prácticas.
De acuerdo con Charles Cross en su biografía de 2001 Heavier than Heaven, lo que finalmente provocó su salida fue el arresto por haber asaltado al hijo del alcalde de Cosmopolis, Washington, por lo que fue condenado a dos semanas de prisión, retirada del permiso de conducir, y una multa de miles de dólares por los gastos médicos de la víctima.
Según Cross, Cobain y Novoselic no informaron a Foster directamente de su salida, y solo se dio cuenta de que estaba fuera de la banda cuando vio el anuncio de un concierto de Nirvana del cual no le habían comentado. Ese show sería el de Mayo del 88 en la sala The Vogue en Seattle, aunque en los diarios de Kurt Cobain se puede encontrar una carta de despido de este por parte de Kurt y Krist, que fue escrita el 29 de mayo de 1988 pero nunca enviada.
Después de Nirvana, Foster tocó en Suckerpunch, Psycho Samaritan y Helltrout, además de ser baterista invitado en el álbum Cherries de Mico de Noche.